# Prix Jan-Michalski de littérature
Le prix Jan-Michalski de littérature est un prix littéraire suisse décerné chaque année depuis 2010.
Créé à l'initiative de Vera Michalski-Hoffmann, il est attribué par la Fondation Jan Michalski pour l'écriture et la littérature, basée à Montricher (canton de Vaud) ; récompensant une œuvre de la littérature mondiale, il contribue ainsi à la reconnaissance internationale de son auteur.

## Objet
Il s'agit d'un prix « multiculturel », qui s'intéresse à tous les genres littéraires, de fiction ou de non-fiction, et ouvert aux écrivains du monde entier, quelle que soit leur langue d'écriture.

## Jury
Le jury est constitué d'écrivains « reconnus pour leurs compétences linguistiques et leurs connaissances des divers genres littéraires » et d'artistes s’intéressant, dans leur œuvre, à la littérature. Il est renouvelé tous les trois ans. Ont notamment figuré parmi les membres du jury : Jorge Semprún, Fabienne Verdier, Marek Bieńczyk, Nuruddin Farah, Yannick Haenel, Isabel Hilton, Georges Nivat, Ilija Trojanow, Robert Menasse, Ugo Rondinone, Tarun J. Tejpal, Etel Adnan, Charles Dantzig, Jacek Dehnel, Andreï Kourkov, Ilma Rakusa ou encore Shashi Tharoor.
Le lauréat reçoit une récompense de cinquante mille francs suisses, lui permettant de se consacrer pendant un certain temps à son travail d’écriture, ainsi qu'une œuvre d'art spécialement choisie à son attention.

## Liste des lauréats
- 2010 : Aleksandar Hemon (États-Unis), pour son roman Le Projet Lazarus (éditions Robert Laffont, 2010)
- 2011 : György Dragomán (Roumanie) pour son roman Le Roi blanc (éditions Gallimard, 2009)
- 2012 : Julia Lovell (Royaume-Uni) pour son essai historique The Opium War – Drugs, Dreams and the Making of China (Picador, 2011)[2]
- 2013 : Mahmoud Dowlatabadi (Iran) pour son roman Le Colonel (Buchet-Chastel, 2012)
- 2014 : Serhiy Jadan[3],[4] (Ukraine) pour son roman La Route du Donbass (Noir sur Blanc, 2013)
- 2015 : Mark Thompson (en) (Royaume-Uni) pour sa biographie Birth Certificate: The Story of Danilo Kiš (Cornell University Press, 2013)
- 2016 : Guéorgui Gospodinov[5] (Bulgarie) pour son ouvrage Physique de la mélancolie, traduit en français par Marie Vrinat-Nikolov (Intervalles, 2015)
- 2017 : Thierry Wolton (France) pour les trois tomes de son essai Une histoire mondiale du communisme (éditions Grasset)[6]
- 2018 : Olga Tokarczuk (Pologne) pour son roman Les Livres de Jakób (Noir sur Blanc, 2018)[7]
- 2019 : Zeruya Shalev (Israël) pour son roman Douleur (éditions Gallimard, 2019)[8]
- 2020 : Mia Couto (Mozambique) pour sa trilogie As areias do imperador (Editorial Caminho, 2015-2017), traduite du portugais (Mozambique) en français par Elisabeth Monteiro Rodrigues, sous le titre Les Sables de l’empereur (éditions Métailié, 2020)[9]
- 2021 : Memorial (Мемориал) — Alena Kozlova, Nikolai Mikhailov, Irina Ostrovskaya et Irina Scherbakova — pour l'ouvrage collectif OST: Letters, Memoirs and Stories from Ostarbeiter in Nazi Germany, traduit du russe en anglais par Georgia Thomson (Granta, 2021)[10]
- 2022 : Taina Tervonen  pour son ouvrage Les Fossoyeuses (éditions Marchialy, 2021)[11]
- 2023 : Karina Sainz Borgo  pour son ouvrage Le Tiers Pays (éditions Gallimard, 2023)[12]